# Boliwijska gorączka krwotoczna
Boliwijska gorączka krwotoczna (ang. Bolivian Hemorrhagic Fever, BHF) – choroba wirusowa występująca endemicznie w Boliwii.

## Etiologia
Boliwijska gorączka krwotoczna, opisana w 1959 roku, powodowana jest przez wirusa Machupo (MACV) z rodziny Arenaviridae. Rezerwuarem są gryzonie Calomys callosus (pochodzące prawdopodobnie z jednej linii rodowodowej), u których infekcja przebiega bezobjawowo i wiąże się z przewlekłym wydalaniem wirusa z moczem.
Uważa się, iż do zarażenia u ludzi dochodzi drogą wziewną, poprzez kontakt z rozpyloną zawiesiną moczu gryzoni. Prawdopodobna jest także możliwość przenoszenia choroby pomiędzy ludźmi drogą powietrzną i pokarmową, a także seksualną i krwiopochodną.

## Objawy i przebieg
Po 1-2 tygodniach inkubacji pojawiają się objawy rzekomogrypowe (gorączka, dreszcze, bóle i zawroty głowy, bóle mięśni, osłabienie), bóle brzucha, jadłowstręt. Może dojść do zaburzeń hemodynamicznych pod postacią hipotensji. W przebiegu choroby powstają wybroczyny, wylewy podspojówkowe, krwawienia z dziąseł i nosa, przewodu pokarmowego, dróg oddechowych i moczowych.
Śmiertelność ocenia się na 5 do 30%.

## Diagnostyka
Rozpoznanie potwierdza się izolując wirusa z próbki krwi albo oznaczając antygeny wirusa bądź przeciwciała przeciwko niemu testem ELISA.

## Leczenie
Stosuje się przede wszystkim leczenie objawowe, ale wydaje się, że wirus może być wrażliwy na rybawirynę. Obecnie nie stosuje się immunizowanego osocza, ze względu na niedobór ozdrowieńców mogących być dawcami.
Przebycie choroby powoduje uzyskanie odporności.

## Szczepienie
Nie opracowano szczepionki specyficznej, jednakże wykazano krzyżową reaktywność po wakcynacji szczepionką przeciwko pokrewnemu wirusowi Junín (powodującemu argentyńską gorączkę krwotoczną). Szczepionka ta może być użyta w celu profilaktyki choroby u osób szczególnie narażonych.